# Robert Harron
Pour les articles homonymes, voir Harron.

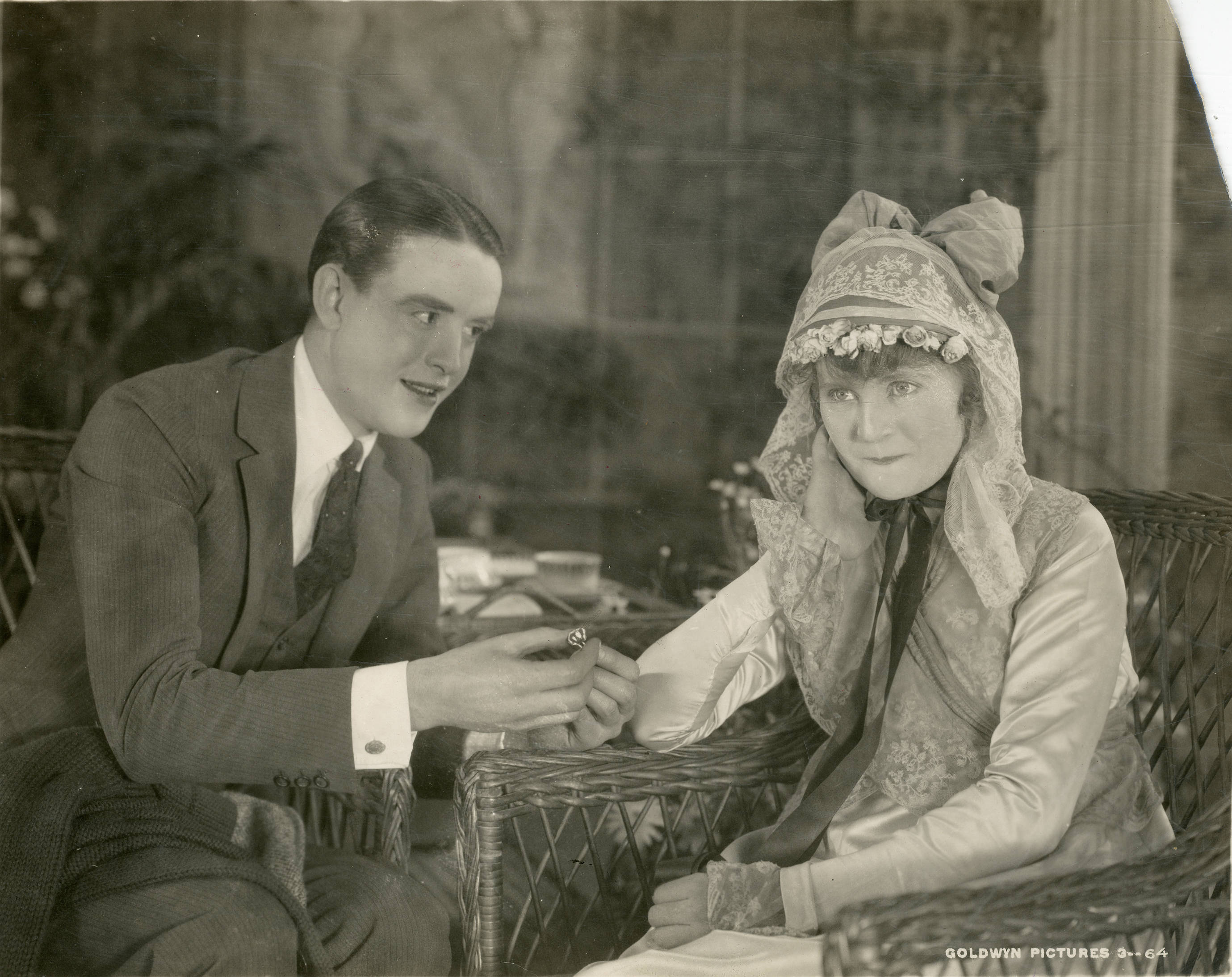
Avec Mae Marsh dans ' (1917)

Robert Harron est un acteur américain du cinéma muet, né à New York le 12 avril 1893, mort en cette ville le 5 septembre 1920. Il était le frère de l'acteur John Harron.

## Biographie
Robert Harron est un adolescent lorsqu'il tourne ses premiers films. Il apparaît bientôt dans les premiers films de D. W. Griffith et va côtoyer les grandes stars du muet de l'époque, notamment Lillian Gish.
Retrouvé inconscient le 1er septembre 1920 dans sa chambre d'hôtel à New York, à la suite d'une grave blessure par arme à feu, il meurt cinq jours plus tard des suites de cette blessure. Sa mort, d'abord imputée à un accident faute de témoins, est contredite par une enquête de police qui conclut à un suicide. Certains, dans l'entourage de Griffith, ont dit qu'il n'aurait pas supporté la préférence du réalisateur pour Richard Barthelmess pour le rôle principal de À travers l'orage. Ce n'est toutefois pas l'avis de la famille de Harron. De nombreuses versions sur les causes de son décès ont circulé à l'époque.
Robert Harron n'avait que vingt-sept ans, il avait tourné dans plus de 200 films.

## Filmographie partielle
- 1908 : A Smoked Husband de D. W. Griffith : Le messager
- 1908 : Where the Breakers Roar de D. W. Griffith : L'adolescent sur le passage en bois de la plage
- 1908 : La Vocation théâtrale (Behind the Scenes) de D. W. Griffith : Le messager
- 1908 : La Chanson de la chemise (The Song of the Shirt) de D. W. Griffith : L'approvisionneur
- 1908 : Balked at the Altar de D. W. Griffith
- 1908 : Cacher un voleur (Concealing a Burglar) de D. W. Griffith :  Le valet de chambre
- 1908 : Une déclaration difficile (A Calamitous Elopement) de D. W. Griffith : Le garçon d'hôtel
- 1908 : Le Clubman et le Voleur (The Clubman and the Tramp) de D. W. Griffith : Un jeune homme dans la rue
- 1908 : The Valet's Wife de D. W. Griffith : Le valet de chambre
- 1908 : The Feud and the Turkey de D. W. Griffith : George Wilkinson
- 1908 : The Reckoning de D. W. Griffith : Un jeune homme dans la foule
- 1908 : Le Gage de l'amitié (The Test of Friendship) de D. W. Griffith : Le jeune homme quittant l'usine
- 1908 : The Helping Hand de D. W. Griffith : Le messager
- 1909 : Mr. Jones Has a Card Party de D. W. Griffith : Le messager
- 1909 : The Welcome Burglar de D. W. Griffith : Le messager
- 1909 : Son nouveau chapeau (Those Awful Hats) de D. W. Griffith : Un spectateur
- 1909 : The Brahma Diamond de D. W. Griffith : Le domestique indigène
- 1909 : A Wreath in Time de D. W. Griffith : Le messager
- 1909 : Tragic Love de D. W. Griffith : Le livreur de journaux
- 1909 : The Hindoo Dagger de D. W. Griffith : Le messager
- 1909 : At the Altar de D. W. Griffith : Un homme dans la rue
- 1909 : His Wife's Mother de D. W. Griffith : Le plongeur
- 1909 : The Salvation Army Lass de D. W. Griffith : Un jeune homme dans la foule
- 1909 : A Burglar's Mistake de D. W. Griffith
- 1911 : The White Rose of the Wilds de D. W. Griffith
- 1911 : The Battle de D. W. Griffith : Un soldat de l'Union
- 1912 : The Sands of Dee de D. W. Griffith
- 1912 : L'Invisible Ennemi (An Unseen enemy) de D. W. Griffith
- 1912 : Heredity de D. W. Griffith : Un indien
- 1912 : Les Amis (Friends) de D. W. Griffith
- 1912 : So Near, Yet So Far de D. W. Griffith
- 1912 : The Lesser Evil de D. W. Griffith
- 1912 : Cœur d'apache de D. W. Griffith
- 1912 : Le Chapeau de New York (The New York Hat) de D. W. Griffith
- 1913 : Le Marathon de la mort (Death's Marathon)  de D. W. Griffith
- 1914 : La Conscience vengeresse The Avenging Conscience ou Thou Shalt Not Kill de D. W. Griffith
- 1914 : The Escape de D. W. Griffith
- 1914 : Brute Force de D. W. Griffith
- 1915 : Naissance d'une nation (The Birth of A Nation) de D. W. Griffith
- 1915 : The Outlaw's Revenge de Christy Cabanne
- 1915 : The Victim de George Siegmann
- 1916 : Intolérance de D. W. Griffith
- 1917 : Le Mauvais Garnement (The Bad Boy) de Chester Withey
- 1918 : Cœurs du monde (Hearts of the World) de D. W. Griffith
- 1918 : À côté du bonheur (The Great Love) de D. W. Griffith
- 1918 : Une fleur dans les ruines (The Greatest Thing in Life) de D.W. Griffith
- 1919 : Dans la tourmente (The Girl Who Stayed at Home de D. W. Griffith
- 1919 : Le Pauvre Amour (True Heart Susie) de D. W. Griffith : William Jenkins
- 1919 : Justice (The Greatest Question) de D. W. Griffith : Jimmie Hilton
- 1919 : Le Roman de la vallée heureuse (A Romance of Happy Valley) de D. W. Griffith : John L. Logan Jr.
- 1921 : Coincidence (Coincidence) de Chester Withey